# Mordella marginata marginata
Mordella marginata marginata es una subespecie de coleóptero de la familia Mordellidae.

## Distribución geográfica
Habita en Estados Unidos.